# جون ريتشاردسون (عالم)
جون ريتشاردسون (بالإنجليزية: John Richardson)‏ (و. 1787 – 1865 م) هو مستكشف، وجراح، وعالم طبيعة، وعالم حيواني، وعالم طيور، وعالم نبات، وعالم أسماك، من المملكة المتحدة، وكان عضوًا في الجمعية الملكية، توفي عن عمر يناهز 78 عاماً.

## التعليم
تعلم في جامعة إدنبرة.

## الخدمة العسكرية
خدم في البحرية الملكية البريطانية.

## جوائز
حصل على جوائز منها:
- زميل في الجمعية الملكية
- قلادة ملكية.

## روابط خارجية
- جون ريتشاردسون على موقع الموسوعة البريطانية (الإنجليزية)